# 奥飛騨二重心中
『奥飛騨二重心中』（おくひだにじゅうしんぢゅう）は、1985年にテレビ朝日系「土曜ワイド劇場」で放送されたテレビドラマ。主演は田村正和。視聴率は17.5%。

## キャスト
- 坂上（心臓外科医の名医） - 田村正和
- 渡辺律子（由子の妹） - 真行寺君枝
- カキタ（カワハラの友人） - 清水綋治
- 江原俊輔（資産家） - 神田隆
- 刑事 - 小野武彦
- カワハラ（由子の大学時代の友人） - 中丸新将
- 坂上由子（坂上の妻） - 大塚良重
- 私立探偵 - ふとがね金太
- カワハラ麻美（カワハラの妻） - 江波杏子
- 渥美国泰、有馬昌彦、高林由紀子、水木薫、夏木順平、榊原あけみ、龍居由佳里、黒田絢子、判戸敬士

## スタッフ
- 原作・脚本 - 佐治乾
- 監督 - 神代辰巳
- 音楽 - 大野轟二
- プロデューサー - 三浦朗、稲垣健司
- 制作 - テレビ朝日、日活撮影所